# De Goort
De Goort is een natuurgebied van 23 ha dat gelegen is tussen Molenbeersel en Kinrooi in de Belgische provincie Limburg. Het is eigendom van de gemeente Kinrooi.
Het is een moerassig, bosachtig gebied dat zich bevindt ter weerszijden van de Abeek, die hier in zuidwaartse richting stroomt. In het gebied ligt een visvijver. Een wandeling is in het gebied uitgezet.
De Goort maakt deel uit van het Grenspark Kempen-Broek. Ten noordwesten ervan ligt natuurgebied De Zig.

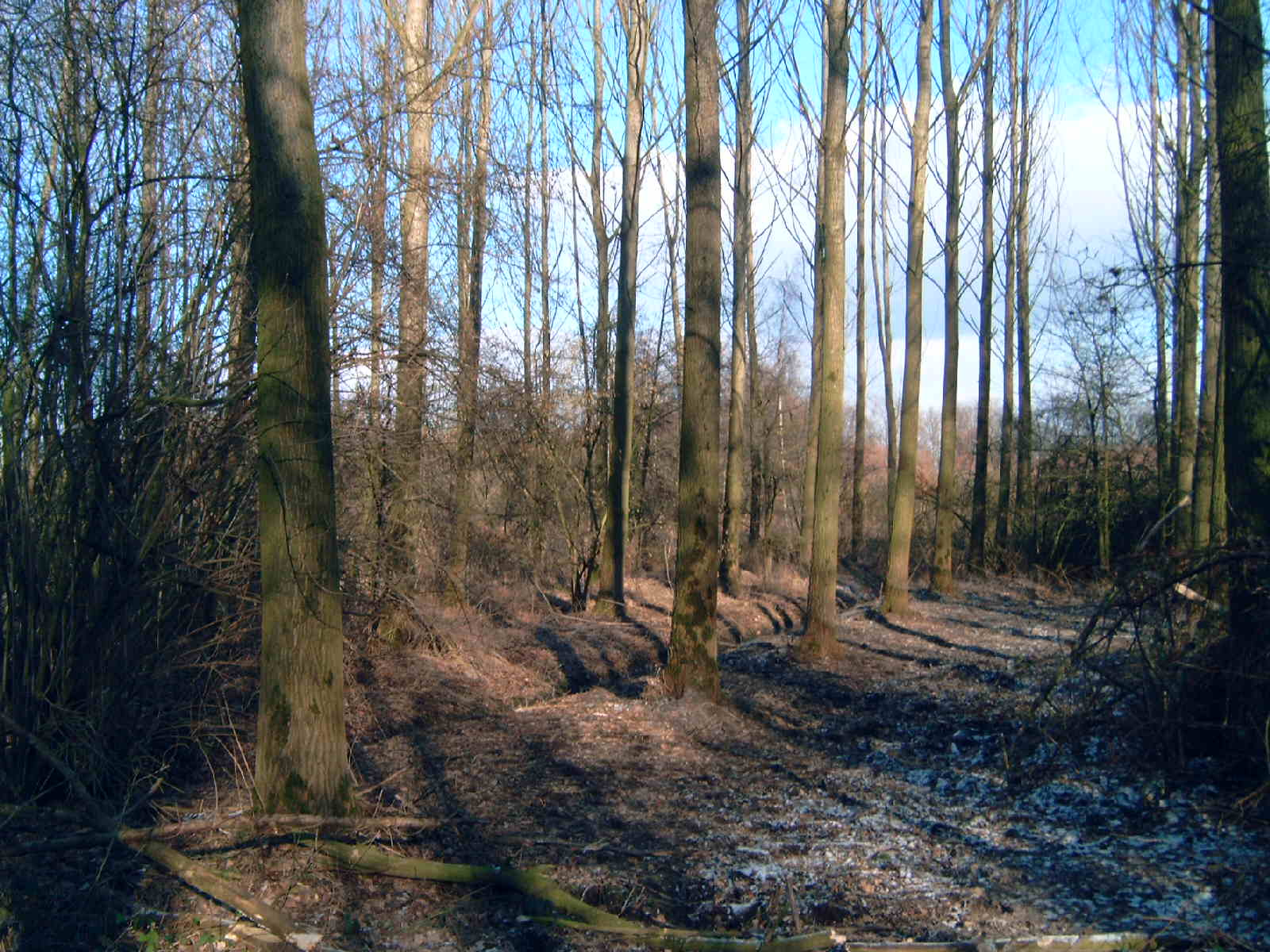
Natuurgebied Goort in Kinrooi.